# パラシオ・ビスタ・アレグレ
パラシオ・ビスタ・アレグレ（Palacio de Vistalegre）は、スペイン・マドリードのビスタ・アレグレ地区に位置する多目的アリーナ。かつては闘牛場であったが、2000年に屋内アリーナに改築された。
バスケットボールやハンドボールのプロチームにより、本拠地として使用された。ハンドボールのBMアトレティコ・マドリードは、2011年マドリード移転から解散まで2シーズンにわたり、ここをホームアリーナとした。2012年5月にはK-1 WORLD MAXの大会が行われた。